# Philip Arthur Fisher
Philip Arthur Fisher (São Francisco, 8 de setembro de 1907 — San Mateo, 11 de março de 2004) foi um investidor estadunidense, notório como autor de Common Stocks and Uncommon Profits, um guia sobre investimentos que tem sido reimpresso desde seu lançamento, em 1958. 

## Biografia
Fisher começou sua carreira em 1928 como analista de valores mobiliários no Anglo-London Bank, abandonando seus estudos na então recém-criada Stanford Graduate School of Business. Em seguida ele começou a trabalhar em uma corretora, pouco antes de abrir a sua própria firma, a Fisher & Co., em 1931, trabalhando nesta até 1999, quando se aposentou aos 91 anos, tendo gerado lucros enormes para seus clientes ao longo das sete décadas de existência da empresa sob seu comando — Fisher fora um dos primeiros a investir em empresas de tecnologia, as posteriormente conhecidas "empresas do Vale do Silício", tendo sido um dos primeiros a investir na fabricante de semicondutores Texas Instruments; em 1955 ele comprou ações da Motorola, as quais manteve até sua morte, em 2004 —.
Embora fosse um investidor com enorme sucesso, Fisher era altamente reservado, concedendo poucas entrevistas ao longo dos anos e sendo seletivo em relação aos seus clientes. Ele passou a ser conhecido após lançar o seu primeiro livro, Common Stocks and Uncommon Profits, em 1958, um guia sobre investimentos que valorizava o investimento a longo prazo — Fisher disse que o melhor momento para vender uma ação é "quase nunca" —. O livro, que tem sido reimpresso desde então, acabou elencando Fisher a um status quase legendário como um dos pioneiros do campo de  growth investing, com a Morningstar o chamando de "um dos maiores investidores de todos os tempos". Warren Buffett, também considerado como um dos maiores investidores da história, descreveu na reunião anual de sua empresa, a Berkshire Hathaway, em 2018, o livro Common Stocks and Uncommon Profits como um "livro muito, muito bom". John Train, autor e consultor de investimentos, descreveu Buffett como sendo "85% influenciado por Benjamin Graham (outro notório investidor) e 15% por Fisher". Seu filho, Kenneth Lawrence Fisher, também se tornou um notório investidor e abriu uma bem-sucedida firma de investimentos, tendo se tornado bilionário.

## Publicações
- Paths to Wealth through Common Stocks, Prentice-Hall, Inc., 1960
- Common Stocks and Uncommon Profits, Harper & Brothers; edição revisada (dezembro de 1960)
- Conservative Investors Sleep Well, Harper & Row, 1975
- Developing an Investment Philosophy (Monografia), The Financial Analysts Research Foundation, 1980